# Amilcare Rambaldi
Amilcare Rambaldi (n. 5 aprilie 1911, San Remo, Liguria, Italia – d. 4 noiembrie 1995) a fost un politician socialist și activist cultural  italian.
În timpul celui de-Al Doilea Război Mondial a făcut parte din unitățile de partizani italieni din Valle Argentina. După război a fost activ în promovarea diferitor activități culturale. Este cunoscut în special pentru inițierea și promovarea Festivalului de la Sanremo.